# Olof Arvidsson (Stenbock)
Olof Arvidsson (Stenbock) död före 27 augusti 1508, var en svensk häradshövding.

## Biografi
Olof Arvidsson (Stenbock) var son till Arvid Knutsson till Torpa och Anna Gustafsdotter (Stenbock). Han var häradshövding i Kinds härad. Olof Arvidsson avled före 27 augusti 1508 och begravdes i Gällstads kyrka.
Han upptog sin på manssidan utgångna mödernesläkts vapen och blev stamfader för den yngre Stenbocksläkten.

### Egendom
Han ägde gårdarna Torpa stenhus i Länghems socken och Toftaholm i Dörarps socken.

### Familj
Olof Arvidsson gifte sig 1503 på Malma i Malma församling med Karin Haraldsdotter, dotter till häradshövdingen Harald Lake och Ingrid Nilsdotter (Pil). De fick tillsammans barnen Anna Olofsdotter (Stenbock) (död 1579) som var gift med ståthållaren Nils Ribbing på Jönköpings slott och riksmarsken Gustaf Olofsson (Stenbock) (död 1571).